# Кемп-Мілл (Меріленд)
Кемп-Мілл (англ. Kemp Mill) — переписна місцевість (CDP) в США, в окрузі Монтгомері штату Меріленд. Населення — 13 378 осіб (2020).

## Географія
Кемп-Мілл розташований за координатами 39°2′24″ пн. ш. 77°1′5″ зх. д. / 39.04000° пн. ш. 77.01806° зх. д. (39.039929, -77.018034).  За даними Бюро перепису населення США в 2010 році переписна місцевість мала площу 6,64 км², з яких 6,57 км² — суходіл та 0,07 км² — водойми.

## Демографія
Згідно з переписом 2010 року, у переписній місцевості мешкали 12 564 особи в 4516 домогосподарствах у складі 3136 родин. Густота населення становила 1893 особи/км².  Було 4664 помешкання (703/км²).
Расовий склад населення:
| - 63,0 % — білих - 16,6 % — чорних або афроамериканців - 8,6 % — азіатів - 0,6 % — корінних американців - 7,5 % — осіб інших рас |

До двох чи більше рас належало 3,7 %. Частка іспаномовних становила 16,4 % від усіх жителів.
За віковим діапазоном населення розподілялося таким чином: 24,5 % — особи молодші 18 років, 57,9 % — особи у віці 18—64 років, 17,6 % — особи у віці 65 років та старші. Медіана віку мешканця становила 40,6 року. На 100 осіб жіночої статі у переписній місцевості припадало 90,7 чоловіків;  на 100 жінок у віці від 18 років та старших — 86,9 чоловіків також старших 18 років.
Середній дохід на одне домашнє господарство  становив 124 447 доларів США (медіана — 108 393), а середній дохід на одну сім'ю — 142 943 долари (медіана — 121 061). Медіана доходів становила 80 954 долари для чоловіків та 61 801 долар для жінок. За межею бідності перебувало 3,8 % осіб, у тому числі 1,0 % дітей у віці до 18 років та 7,7 % осіб у віці 65 років та старших.
Цивільне працевлаштоване населення становило 6286 осіб. Основні галузі зайнятості: освіта, охорона здоров'я та соціальна допомога — 30,1 %, науковці, спеціалісти, менеджери — 18,1 %, публічна адміністрація — 11,7 %, мистецтво, розваги та відпочинок — 8,2 %.